# Tribu Lemonia
La tribu Lemonia est l'une des 31 tribus rurales de la Rome ancienne. Elle fait partie des 21 premières tribus rurales, créées au tout début du Ve siècle av. J.-C.. Son abréviation épigraphique est LEM.

## Histoire
Selon Theodor Mommsen, il existait une gens Lemonia, qui aurait fait partie des plus anciennes familles patriciennes de Rome et aurait donné son nom à la tribu Lemonia ; elle se serait éteinte rapidement et sans laisser de trace dans les Fastes. Jacques Heurgon rejette cette explication comme trop artificielle, car elle requiert une double hypothèse, l'existence puis la disparition d'une gens sans trace aucune. 
Andreas Alföldi propose une autre théorie, qui fait dériver le nom de la tribu Lemonia de la toponymie, en remarquant que selon Festus, le territoire primitif de la tribu Lemonia tirait son nom du pagus Lemonius, et jouxtait le pomerium au niveau de la porte Capène en s'étendant le long de la Via Latina ; selon Andreas Alföldi, il allait jusqu'à la limite externe de l’ager Romanus de la période royale. 
Par la suite, ont été inscrits dans la tribu Lemonia les citoyens romains originaires de villes d'Italie ou des provinces comme Bologne (Bononia), Ancône et Durazzo/Durrës (Dyrrachium).